# Чорна (притока Печори)
Чо́рна (рос. Чёрная) — річка в Республіці Комі, Росія, права притока річки Печора. Протікає територією Троїцько-Печорського району.
Річка протікає на південний схід та південь.